# Navajo, Novi Meksiko
Navajo (navajo: Niʼiijíhí) je popisom određeno mjesto u okrugu McKinleyju u američkoj saveznoj državi Novom Meksiku. 

## Zemljopis
Zemljopisni položaj je 35°54′20″N 109°1′43″W / 35.90556°N 109.02861°W. Prema Uredu SAD-a za popis stanovništva, zauzima 5,9 km2 površine.

## Stanovništvo
Prema podatcima popisa 2000. ovdje je bilo 2097 stanovnika.